# نورمان كريست
نورمان كريست (بالإنجليزية: Norman Christ)‏ هو فيزيائي أمريكي، ولد في 22 ديسمبر 1943 في بيتسبرغ في الولايات المتحدة.